# Marcel Georges Lucien Grandjany
Marcel Georges Lucien Grandjany (* 3. September 1891 in Paris; † 24. Februar 1975 in New York) war ein französischer Harfenist, Lehrer, Komponist und Dichter.

## Leben
Marcel Georges Lucien Grandjany wurde 1891 in Paris geboren und stammte aus einer Musikerfamilie. Er wuchs nach dem Tod seiner Mutter bei einer Tante auf. Von seiner Cousine Juliette Georges Grandjany erhielt er Klavier- und Solfeggiounterricht.
Juliette war es auch, die ihn zu ihrer Mitstudentin, der Harfenistin Henriette Renié brachte. Diese erkannte das Talent des Jungen und der neunjährige wurde ihr Harfenschüler. Im gleichen Alter wurde Marcel auch schon in die Klavier- und Solfeggioklasse im Conservatoire National de Paris aufgenommen. Nachdem der „premier prix“ vom Conservatoire in Paris obligat ist, begann er 1902 auch ein Harfenstudium am Conservatorium bei Alphonse Hasselmans (blieb jedoch parallel dazu Privatschüler von Henriette Renié). 1905 schloss er dieses Studium im Alter von 14 Jahren ab. Er bekam seinen „premier prix“ mit dem Zusatz „In Einstimmigkeit der Jury“, wofür er als Preis eine neue Erard-Harfe erhielt.
Mit 17 Jahren gab Marcel Grandjany sein Konzertdebüt mit dem Concerts Lamoureux Orchester, im gleichen Jahr auch das erste Harfen-Recital. Er ließ sich als Harfenlehrer in Paris nieder, baute eine Privatschule auf und begann in dieser Zeit auch zu komponieren. 1913 gehörte er zu den Finalisten für den „prix de Rome“, einem begehrten Preis für Komponisten, konnte aber wegen einer Krankheit an der Finalrunde nicht teilnehmen.
Wegen seiner angegriffenen Gesundheit musste Grandjany dann auch im Ersten Weltkrieg keinen aktiven Militärdienst leisten. Stattdessen wurde er zu administrativen Diensten verpflichtet und bekam zusätzlich den Posten eines Organisten und Chorleiters in „Sacré-Cœur“ in Paris. Nach dem Krieg lernte Grandjany die Sängerin Georgette Boulanger kennen. Die beiden heirateten 1919 und 1930 wurde der Sohn Bernard geboren. 1921 wurde Grandjany Leiter der Harfenklasse an der amerikanischen Schule in Fontainebleau, die er bis 1935 leitete. Außerdem gründete er 1922, zusammen mit dem Flötisten René le Roi, das „Quintette Instrumental de Paris“. Als Solist führten ihn ab 1923 jährliche Konzertreisen nach Europa. Sein Amerika-Debüt gab er 1924 in der New Yorker Aeolian Hall.
In den 1930er Jahren wanderten die Grandjanys, wegen des Nationalsozialismus in Europa, in die Vereinigten Staaten aus. 1938 wurde Marcel Leiter der Harfenklasse an der New Yorker „Juilliard School of Music“. Er blieb dies 37 Jahre lang, bis zu seinem Tod. 1943 gründete er die Harfenklasse am „Conservatoire de Musique“ in Montreal und reiste 20 Jahre lang wöchentlich dorthin, um zu unterrichten. Außerdem leitete er ab 1956 für 10 Jahre die Harfenklasse an der „Manhattan School of Music“.
Beim ersten internationalen Harfenwettbewerb in Israel war Grandjany Mitglied der Jury. Es war dies der erste Anlass, bei dem sich Harfenisten und Harfenistinnen aus aller Welt trafen. Damals entstand der Plan für eine internationale Harfenisten-Verbindung. 1962 wurde die „International Association of Harpists“ gegründet und Marcel Grandjany gründete den amerikanischen Zweig, die „American Harp Society“.
Beinahe bis zu seinem 80. Geburtstag gab Grandjany Konzerte. Nach einer Schulterverletzung 1970 trat er nicht mehr auf. 1975 starb er in New York City an den Folgen eines Schlaganfalls.